# Orkaanobservatie
Een orkaanobservatie (Engels : hurricane watch) wordt uitgegeven indien wordt verwacht, dat het kustgebied, waarvoor de waarschuwing geldt, binnen 36 uur wordt getroffen door met een tropische cycloon gepaard gaande, doorstaande winden van één minuut van méér dan 118 km/uur (33 meter/seconde, 64 knopen, windkracht 12). Omdat tropische cyclonen overal ter wereld anders worden geclassificeerd, moet opgemerkt worden dat de hier beschreven definitie geldt voor het Atlantisch bassin en het bassin van de oostelijke- en centrale Grote Oceaan. De maritieme vlag, die gebruikt wordt voor een orkaanobservatie is dezelfde als bij een tropische-stormwaarschuwing of een orkaanwaarschuwing, met dat verschil, dat bij een waarschuwing twee zulke vlaggen worden gevoerd en bij een observatie maar een. Het verschil tussen een waarschuwing en een observatie is de termijn, waarop het noodweer wordt verwacht; een waarschuwing heeft een termijn van 24 uur en een observatie 36 uur. Een orkaanobservatie kan worden gecombineerd met een tropische-stormwaarschuwing, indien onzeker is of het betreffende gebied wordt getroffen door tropische-stormwinden of orkaanwinden. Dit is het geval als het bijvoorbeeld onzeker is of een tropische storm zal promoveren tot orkaan of als de koers, die een orkaan zal volgen onzeker is.